# Erdély-induló
Az Erdély-induló egy 1940-ben megjelent induló, amely Erdély Magyarországhoz való visszatéréséről szól. Szövegét Somogyváry Gyula (1895–1953) írta, zenéjét Náray Antal honvéd vezérőrnagy (1893–1973) szerezte.

## Dallam és kotta
Elhangzott a szó, zeng az induló!

Győztesek megint régi zászlaink.

Nézd, a gúnyhatár széttiporva már!

Várnak újra mind ősi bérceink! 
Refrén:

Édes Erdély, itt vagyunk!

Érted élünk és halunk.

Győz a szittya fergeteg:

A rohanó sereg.
Lépteink nyomán, fönn a Hargitán,

Völgyeinkben lent tornyok hangja zeng.

Már semerre sincs az átkozott bilincs.

Énekeljetek, völgyek és hegyek!
Refrén.

## Felvételek
- Erdély-induló 1940-ben, a magyar királyi honvédség zenekara előadásában
- Erdély-induló a Kárpátia előadásában

## Kapcsolódó lapok
- Induló
- Második bécsi döntés
- Irredentizmus